# St. Jakobus der Ältere (Wollmetshofen)

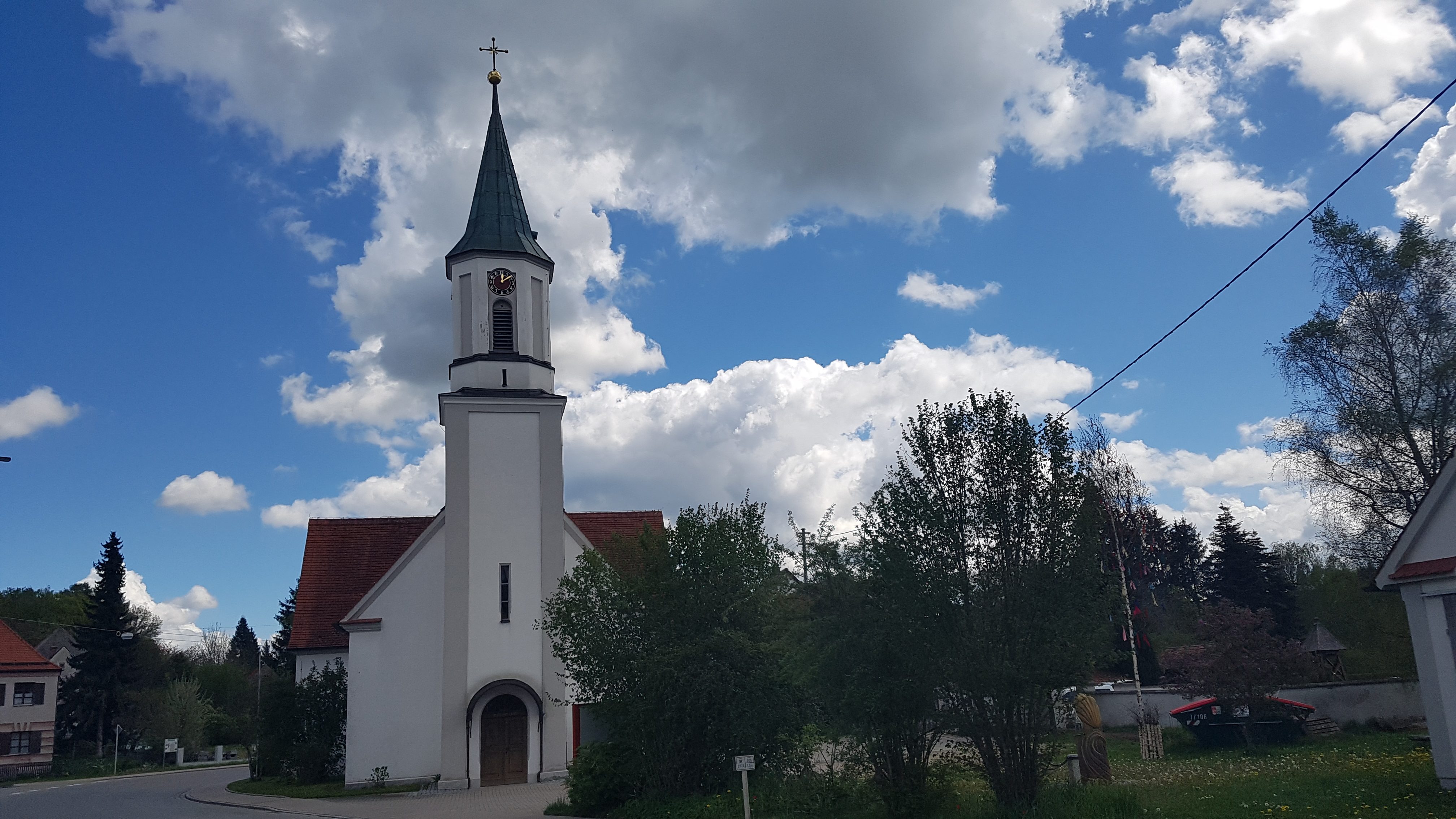
Die Kirche St. Jakobus der Ältere in Wollmetshofen

Die katholische Filialkirche Sankt Jakobus der Ältere in Wollmetshofen, einem Ortsteil der Marktgemeinde Fischach im schwäbischen Landkreis Augsburg in Bayern, ist ein geschütztes Baudenkmal und liegt auf dem schwäbischen Jakobusweg.

## Allgemeines
Die katholische Filialgemeinde Sankt Jakobus der Ältere ist ein Manual-Benefizium der Pfarreiengemeinschaft Fischach sowie eine Jakobuskirche in der Diözese Augsburg. Die Kirche liegt auf einem der Wege der Jakobspilger.
Direkt südlich der Kirche davon befindet sich der Friedhof von Wollmetshofen auf dem sich eine Aussegnungshalle und auch ein Kriegerdenkmal für die Gefallenen des Ersten- und Zweiten Weltkrieges befindet. Westlich der Kirche ist der 2016 neu gestaltete Dorfplatz, der den Vereinen als Zusammenkunft dient. Nordöstlich der Kirche liegt das 1808 erbaute Benefiziatenhaus. Dieses diente auch zeitweise als Pfarr- und Wohnhaus. Das Benefiziantenhaus ist ebenfalls ein Baudenkmal, befindet sich aber mittlerweile in Privatbesitz.

## Geschichte
Erstmals erwähnt ist ein kirchliches Langhaus 1720. Der gotische Chor des Gotteshauses wurde 1860 durch den Anbau eines Kirchenschiffes erweitert und in den Jahren 1936/37 erneuert. 1977 wurde die Kirche nochmals vergrößert und ein Volksaltar und Ambo nach den liturgischen Vorgaben der erneuerten Liturgie nach dem Zweiten Vatikanischen Konzil auf einer Altarinsel eingefügt und geweiht. Im Jahr 2009 wurde eine Glocke, die zweitälteste in der gesamten Augsburger Diözese, generalsaniert. 2012 wurde eine überholte Orgel in die Kirche eingebaut.

## Glocke
Die 2009 generalsanierte, 67 cm hohe und im Durchmesser 76 cm große Glocke wird auf das Ende des 13. Jahrhunderts oder Anfang des 14. Jahrhunderts datiert. Bis 1731 hing die Glocke als Sturmglocke in einem Wehrturm in Heiningen im Landkreis Göppingen. Seit wann die Glocke in Wollmetshofen hängt, ist unbekannt.
Die Außeninschrift ist in Großbuchstaben ausgeführt, der Text als leoninischer Hexameter. Als Worttrenner wurden runde Punkte verwendet.
Übersetzung: Wenn ich erklinge, gedenke des Volkes, fromme Maria!

## Trivia

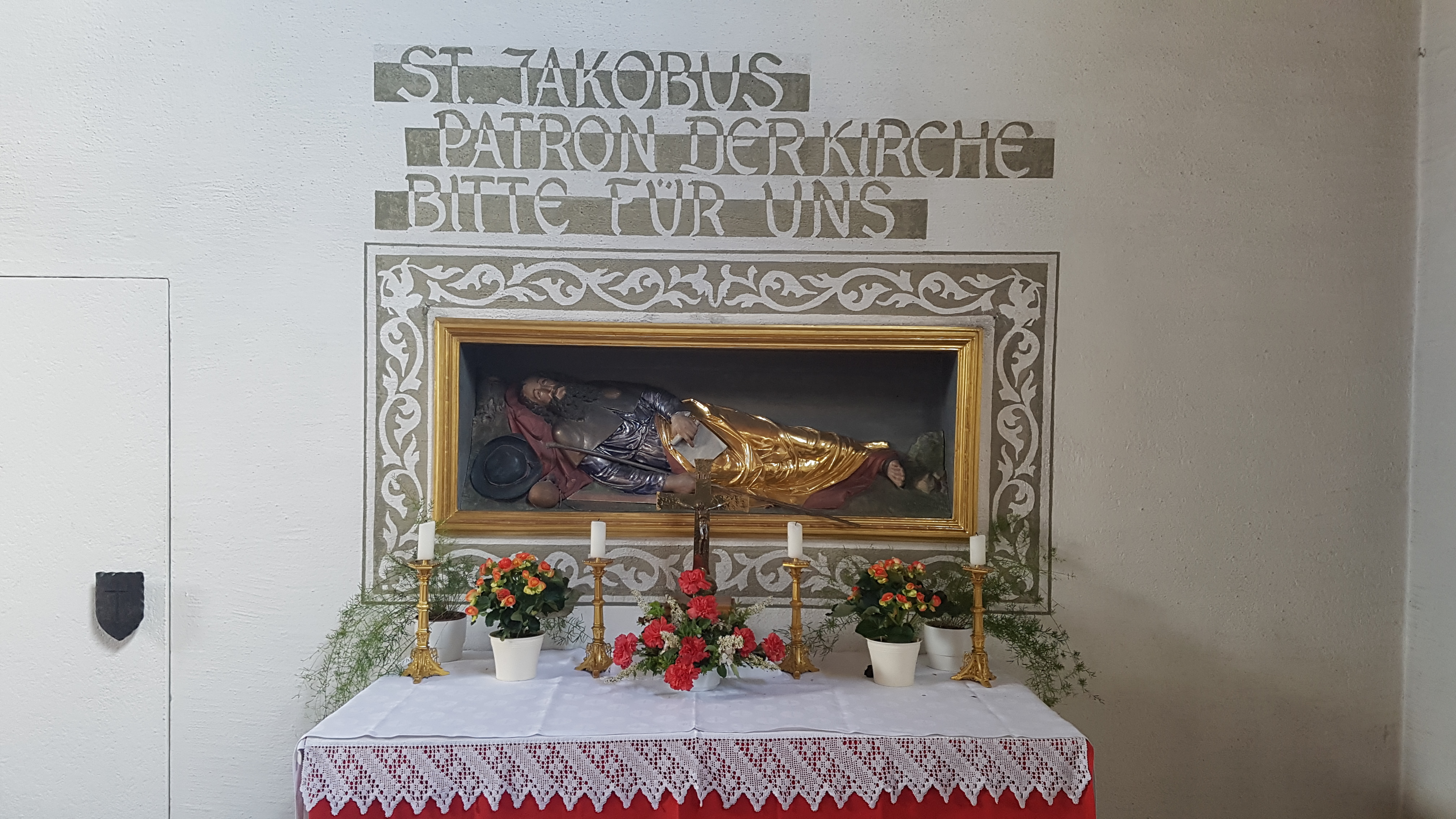
Eine seltene Abbildung: Der liegende Jakobus. Darüber der neu gestaltete Schriftzug.

Eine Besonderheit in der Kirche ist die Darstellung des schlafenden Apostels Jakobus, des Kirchenpatrons.